# Ácidos carboxílicos ômega-3
Ácidos carboxílicos ômega-3 (Epanova) é um medicamento de prescrição, anteriormente comercializado mas ainda aprovado pela Administração de alimentos e medicamentos (FDA) (desde que retirado do mercado pelo fabricante), usado juntamente com uma dieta com baixo teor de gordura e colesterol que reduz os níveis elevados de triglicerídeos (gordura) em adultos com níveis muito altos. Esta foi a terceira classe de medicamento à base de óleo de peixe, depois dos ésteres etílicos de ácido ômega-3 (Lovaza e Omtryg) e do ácido etil eicosapentaenóico (Vascepa), a ser aprovada para uso como medicamento. A primeira aprovação pela Administração de alimentos e medicamentos (FDA) dos E.U.A. foi concedida em 05 de maio de 2014. Esses medicamentos de óleo de peixe são semelhantes aos suplementos dietéticos de óleo de peixe, mas os ingredientes são melhor controlados e foram testados em ensaios clínicos. Especificamente, o Epanova continha pelo menos 850 mg de ésteres etílicos de ácidos ômega-3 por cápsula de 1 g.
Após o ensaio clínico de fase III em dislipidemia mista, a AstraZeneca anunciou em 13 de janeiro de 2019 que seus ensaios clínicos foram encerrados por inutilidade porque nenhum benefício médico do medicamento foi encontrado.

## Usos médicos
Os ácidos carboxílicos ômega-3 são usados, juntamente com mudanças na dieta, para reduzir os níveis de triglicerídeos em adultos com hipertrigliceridemia grave (≥ 500 mg/dL).
A ingestão de grandes doses (2,0 a 4,0 g/dia) de ácidos graxos ômega-3 de cadeia longa, como medicamentos prescritos ou suplementos dietéticos, geralmente é necessária para atingir uma redução significativa (> 15%) dos triglicerídeos e, nessas doses, os efeitos podem ser significativos (de 20% a 35% e até 45% em indivíduos com níveis superiores a 500 mg/dL). Parece que tanto o ácido eicosapentaenóico (EPA) quanto o ácido docosahexaenóico (DHA) reduzem os triglicerídeos. No entanto, o DHA parece aumentar a lipoproteína de baixa densidade (LDL-C) ("colesterol ruim") mais do que o EPA e, além disso, o DHA aumenta a lipoproteína de alta densidade (HDL-C) ("colesterol bom"), enquanto o EPA não.

### Outros medicamentos à base de óleo de peixe
Existem outros medicamentos ômega-3 à base de óleo de peixe no mercado que têm usos e mecanismos de ação semelhantes.
- Ésteres etílicos de ácido ômega-3 (marcas Omarcor ou Lovaza,[9]Omtryg[10] e, em março de 2016, quatro versões genéricas).[11]
- Ácido etil eicosapentaenóico (Vascepa, e 1 genérico como etil icosapent)[12]

### Suplementos dietéticos
Existem muitos suplementos dietéticos de óleo de peixe no mercado. Parece haver pouca diferença de efeito entre suplementos dietéticos e formas de prescrição de ácidos graxos ômega-3. É importante ressaltar que os ésteres etílicos EPA e DHA (de receitas médicas) funcionam melhor quando tomados com uma refeição levemente gordurosa de cerca de 350 calorias. Os ingredientes dos suplementos alimentares não são tão cuidadosamente controlados quanto os produtos prescritos e não foram corrigidos e testados em ensaios clínicos, como os medicamentos prescritos. Além disso, as receitas médicas são mais concentradas, exigindo a ingestão de menos cápsulas e aumentando a probabilidade de adesão.

## Efeitos colaterais
Cuidados especiais devem ser tomados com pessoas que têm alergias a peixes e mariscos. Além disso, como com outros ácidos graxos ômega-3, tomar ácidos carboxílicos ômega-3 coloca as pessoas que tomam anticoagulantes em risco de tempo de sangramento prolongado.
Os efeitos colaterais incluem diarreia, náusea, dor abdominal e arrotos.
Os ácidos carboxílicos ômega-3 não foram testados em mulheres grávidas e são classificados como de categoria C de gravidez porque são excretados no leite materno e os efeitos em bebês não são conhecidos.

## Farmacologia
Os ácidos carboxílicos ômega-3 são absorvidos diretamente no intestino delgado. As concentrações plasmáticas máximas são alcançadas entre 5 e 8 horas após a dosagem de EPA total e entre 5 e 9 horas após a dosagem de DHA total. Tanto o DHA quanto o EPA são metabolizados principalmente no fígado, assim como outros ácidos graxos derivados dos alimentos. A meia-vida do EPA dos ácidos carboxílicos ômega-3 é de cerca de 37 horas. Para o  DHA, a meia-vida é de cerca de 46 horas.

## Mecanismo de ação
Os ácidos carboxílicos ômega-3, como outros medicamentos à base de ácidos graxos ômega-3, parecem reduzir a produção de triglicerídeos no fígado e aumentar a depuração de triglicerídeos das partículas circulantes de lipoproteínas de densidade muito baixa (VLDL). A maneira como isso acontece não é clara, mas os mecanismos potenciais incluem o aumento da quebra de ácidos graxos; inibição da diglicerídeo aciltransferase, que está envolvida na biossíntese de triglicerídeos no fígado; e atividade aumentada da lipoproteína lipase no sangue.

## Propriedades físicas e químicas
Os ácidos carboxílicos ômega-3 são derivados do óleo de peixe e são uma mistura purificada dos ácidos graxos livres poliinsaturados ácido docosahexaenóico (DHA) e ácido eicosapentaenóico (EPA). O medicamento contém uma concentração de DHA de 15 a 25% e uma concentração de EPA de 50 a 60%.

## História
Os ácidos carboxílicos ômega-3 foram aprovados pela FDA dos E.U.A. em maio de 2014, e essa(s) formulação(ões) foi(ram) a terceira forma de prescrição de um produto ômega-3 aprovado nos Estados unidos da América. Uma diferença notável é que o tratamento com ácido carboxílico foi o primeiro aprovado na forma de ácido graxo livre. O desenvolvimento foi concluído e a aprovação regulatória foi obtida pela AstraZeneca, mas os ácidos carboxílicos ômega-3 foram criados pela primeira vez na Chrysalis Pharma na Suíça. Mais tarde, a Omthera, com sede em Princeton, obteve os direitos da Chrysalis, e a AstraZeneca adquiriu a Omthera em 2013 por US$ 323 milhões em dinheiro, além de até US$ 120 milhões em parcelas. Na época em que o Epanova foi aprovado, o plano da AstraZeneca era desenvolver um produto combinado com rosuvastatina, cuja patente expiraria em 2016.
Ensaios clínicos de Epanova para hipertrigliceridemia grave mostraram bons resultados. No entanto, um ensaio clínico sobre dislipidemia mista (hipertrigliceridemia com hipocolesterolemia) foi iniciado em 30 de outubro de 2014 e encerrado, após ensaios clínicos de fase III, em 13 de janeiro de 2019 devido à falta de benefícios médicos nos resultados.